# Ároktő
Ároktő è un comune dell'Ungheria di 1 215 abitanti (dati 2001). È situato nella contea di Borsod-Abaúj-Zemplén.